# Rey David (miniserie)
Rey David (en portugués: Rei Davi) es una miniserie brasileña de 2012, producida y emitida por Rede Record. Es la tercera producción de corte bíblico del canal.

## Resumen
David es un joven de 17 años, el menor de ocho hermanos. La historia pasa por toda su vida, desde su infancia como pastor de ovejas hasta su ascendencia al trono como Rey de Israel.

## Trama y resumen de capítulos
Un adolescente común y corriente, pastor y músico, es ungido en secreto por el profeta de la época, Samuel. Mientras tanto, el rey vigente no deja de cometer errores y de pecar de soberbia. El niño pronto se convertirá en su músico y persona de confianza, sin saber que es el ungido. Sin embargo David no quiere hacer nada incorrecto, pero los propios pecados de Saúl lo llevan a la tumba. Primero como rey de Judá y luego de todo Israel irá ganando poder hasta conquistar Jerusalén como capital del reino. Sin embargo David no es perfecto y cometerá un gran pecado seduciendo a una mujer ajena. Este pecado traerá terribles consecuencias sobre sus hijos. Salomón, uno de ellos, será el elegido para sucederlo. 
Semana 1 (Cap. 1 al 5): David aún adolescente enfrenta a Goliat, el filisteo, tras un desafío de esclavitud que ofende a Dios. Locura de Saúl con raptos de violencia. Apedrean a la adivina porque los israelitas tienen prohibida la idolatría y la magia. Saúl intenta clavar a David con una lanza por envidia. Fase de David aún joven.
Semana 2 (Cap. 6 al 10): David ya adulto se casa con Mical, hija de Saúl. Reencuentro con Betsabé, a la que salvó cuando era una adolescente de unos ladrones, y el amor sigue intacto. Vida en una cueva porque huye de Saúl. Reencuentro con Jonatan, hijo de Saúl, que está a favor de su amigo y no de su padre. Huida. La locura de Saúl se acrecienta. Matanza de los sacerdotes porque, según Saúl, lo traicionaron ayudando a David con comida y armas. 
Semana 3 (Cap. 11 al 15): Muerte de Saúl y Jonatán en combate. El espía egipcio y los amalecitas. Crece Mefiboset, hijo de Jonatán, tullido de los pies porque de niño lo pisó un carro durante la fuga del campamento. Destrucción del campamento de Saúl. 
Semana 4 (Cap. 16 al 20): Betsabé cae rendida a los encantos de David. Mical, esposa de David, intenta contar todo a Urías, esposo de Betsabé. Allat, la bruja reaparece y será un instrumento para tratar de revertir la infertilidad de Mical. Conquista de Jerusalén, ciudad de David por razones estratégicas. David juez. Muerte por Joab de Abner, seguidor de Esbaal (el otro hijo de Saúl, heredero legítimo de la corona). Cabeza de Esbaal llevada como trofeo a David pero él reniega de la actitud cobarde y mata a los culpables. 
Semana 5 (Cap. 21 al 25): Muerte de Urias por un plan oculto de David para quedarse con su mujer (grave pecado que traerá terribles consecuencias). Mical cuenta a Ahitofel que Urías murió por culpa de David. Muerte del bebé de Betsabé como castigo de Dios. Nace Salomón tras volver a quedar embarazada. Mical intenta matar al bebé de Betsabé pero la adivina lo impide y queda como culpable. 
Semana 6 (Cap. 26 al 30): Violación de Tamar, hija de David, y castigo a Amnón que es desterrado. Matan a Amnón durante la fiesta. Huida de Absalón, que mató a su propio hermano. La hija de Joab se interesa en Mefiboset y lo ayuda a intentar caminar. Absalón se proclama rey en Hebrón. David huye del palacio para que no corra sangre. Siba, el servidor infiel, traiciona a Mefiboset. Absalón se acuesta con Mical, mujer de su padre. Los consejos de Husai y Ahitofel enfrentados. David maldecido. Paso del Jordan y retorno a Jerusalén tras morir su hijo Absalón colgado de un árbol. Siba condenado. Mical condenada tras testimonio de la adivina que reapareció. Regreso a Jerusalén. Salomon ungido. Ahitofel se ahorca. Ancianidad de David al lado de su amor Betsabé. Su muerte.

## Reparto
- Leonardo Brício como David.
- Gracindo Júnior como el rey Saúl.
- Renata Domínguez como Betsabé.
- Maria Ribeiro como Mical.
- Angela Leal como Edna.
- Marly Bueno como la reina Ahinoam.
- Sonia Lima como Lais.
- Paulo Figueiredo como Ahitofel.
- Roger Gobeth como Amnón.
- Thierry Figueira como Siba.
- Iran Malfitano como Abner.
- Rodrigo Phavanello como Eliab.
- João Vitti como Joab.
- Cláudio Fontana como Jonatán.
- Léo Rosa como Absalón.
- Bianca Castanho como Selima.
- Roberta Gualda como Tirsa.
- Raquel Nunes como Rizpa.
- Camila Rodrigues como Merab.
- Raymundo de Souza como Agag.
- Vitor Hugo como Mefiboset.
- Clemente Viscaíno como Isaí.
- André Segatti como Paltiel.
- Thelmo Fernandes como Natán.
- Cacau Melo como Raquel.
- Cibele Larrama como Allat/Bruja de Endor.
- Gabriel Gracindo como Husai.
- Júlia Fajardo como Tamar.
- Rômulo Estrela como Adriel.
- Roney Villela como Doeg, el edomita.
- Alexandre Barillari como Urías.
- Isaac Bardavid como Samuel.
- Yunes Chami como Ajimelec.
- Oberdan Júnior como Josías.
- Daniel Andrade como Esbaal.
- Eduardo Semerjian como Eliam.
- Élder Gatelly como Abiatar.
- Daniel Bouzas como Itai.
- Janaína Ávila como Abigaíl.
- Felipe Kannenberg como Acis.
- Daniel Ávila como Jonadab.
- Thaís Vaz como Maaca.

### Primera fase
- Leandro Léo como David (joven).
- Amanda Diniz como Merab (joven).
- Bernardo Segreto como Joab (joven).
- Eline Porto como Mical (joven).
- Nadinne Oliveira como Betsabé (joven).
- Dayane Estrela como Tirsa (joven).
- Mateus Mello como Salomón (joven).